# Will & Grace
Will & Grace és una sèrie estatunidenca emesa per la NBC. Aquesta comèdia situacional tracta sobre la vida de dos dels seus personatges Will Truman, un advocat gai, i la seua millor amiga Grace Adler, una dissenyadora heterosexual. La sèrie s'ambienta a Nova York, al barri de Upper West Side a Manhattan. Els creadors d'aquesta sèrie són David Kohan i Max Mutchnick. El títol Will & Grace és en anglès un joc de paraules que pot traduir-se al català com a Voluntat i gràcia, a la vegada que representa el nom dels dos personatges principals.
Will & Grace es va emetre per primera vegada als Estats Units el 1998 i finalitzà el 2006, després de vuit temporades. El gener de 2017, NBC va confirmar el retorn de la sèrie per a una novena temporada, i es van succeir les renovacions de la desena i l'onzena temporada de 18 episodis. El 25 de juliol de 2019, es va anunciar que l'onzena temporada seria la temporada final de la sèrie.

## Repartiment

### Protagonistes
- Will Truman (Eric McCormack); Will és un advocat gai solter. És el millor amic de Grace, amb qui viu a un edifici d'apartaments de Nova York. La seua relació més important fou amb Vince, interpretat per Bobby Cannavale, aquesta va acabar a la setena temporada i més tard represa a principis de la vuitena. Will és interpretat per Eric McCormack.
- Grace Adler (Debra Messing); Grace és una dissenyadora d'interiors i viu amb Will. La seua relació més important fou amb Leo Marcus, interpretat per Harry Connick Jr., de qui es va divorciar a la setena temporada. Grace és interpretada per l'actriu Debra Messing.
- Jack McFarland (Sean Hayes); Jack és amic i veí de Will, també gai, però amb molta més ploma que Will. Normalment està aturat, encara que ha sigut cambrer, actor, infermer i a l'octava temporada, executiu d'un canal de televisió gai. Jack és interpretat per l'actor Sean Hayes.
- Karen Walker (Megan Mullally); Karen és l'assistent personal de Grace, encara que mai treballa. És una dona rica, alcohòlica i consumidora habitual de diferents drogues. Està casada amb Stanley Walker. Karen és interpretada per Megan Mullally.

### Família
- George Truman és el pare de Will (està interpretat per Sydney Pollack)
- Marilyn Truman és la mare de Will, i tingué una gran depressió quan George la va deixar (és interpretada per Blythe Danner).
- Will té dos germans: Sam i Paul. Sam és arquitecte i durant anys no es va parlar amb Will.

Va tindre una aventura d'una nit amb Grace. Està interpretat per John Slattery. Paul està interpretat per Jon Tenney.
- Martin Adler i Bobbie Adler (Debbie Reynolds) són els pares de Grace. Bobbie és molt criticona i sempre vol cridar l'atenció.
- Grace té dues germanes, la menor Joyce Adler (interpretada per Sara Rue) i la major Janet (interpretada per Geena Davis).
- Elliot, és el fill de Jack; està interpretat per Michael Angarano.
- Judith McFarland és la mare de Jack i durant molt de temps fou l'única en no saber que el seu fil era gai (la qual cosa diu molt d'ella); és interpretada per Veronica Cartwright.

### Parelles
- Michael és l'exparella de Will, ixqueren durant 7 anys; és interpretat per Chris Potter.
- Danny fou el nuvi de Grace durant dos anys, Grace (durant el capítol pilot) perquè Will el deixà plantat a l'altar; és interpretat per Tom Verica.
- Leo Markus és un doctor jueu que després de dos mesos eixint amb Grace es casen (a la 5ª temporada) i es divorcien a començaments de la 7ª; és interpretat per Harry Connick Jr.
- Vince D'Angelo (Bobby Cannavale), Policia de Nova York, darrera parella de Will (Temporades 6-8) amb el qual cria al seu fill Ben.
- Lyle Finster és el quart marit de Karen i pare de Lorraine Finster; és interpretat per John Cleese.
- Stan Walker; és el tercer marit de Karen, estigué pres i després durant el divorci amb Karen va fingir la seua mort fins que Will el descobreix al final de la setena temporada.

### Companys de treball
- Harlin Polk, era un client de Will, interpretat per Gary Grubbs.
- Benjamin Doucette és un dels socis de Doucette i Stein; és interpretat per Gregory Hines.
- El senyor Stein, després de retirar-se Doucette, torna d'Anglaterra per a dirigir "Doucette i Stein", Will és el seu braç dret; és interpretat per Gene Wilder.

### Altres
- Rosario Salazar és la treballadora de fer feines a la llar de Karen. Encara que aquesta és una cap cruel, Rosario no és una treballadora submisa, i sempre estan discutint. Rosario és interpretada per Shelley Morrison.
- Beverley Leslie és el rival-enemic/amic de Karen, els guionistes arribaren a pensar com a final alternatiu de la sexta temporada que es casara amb Karen però la idea no va prosperar; és interpretat per Leslie Jordan.
- Ellen (interpretada per Leigh -Allyn Baker) i Rob (interpretat per Tom Gallop) són una parella d'amics de Will i Grace des de la universitat.
- Larry (interpretat per Tim Baglei) i Joe (interpretat per Jerry Levine) són una parella de gais, molt amics de Will i Grace, tenen una filla que s'anomena Hanna.
- Lorraine Finster era l'amant britànica de Stan a qui va conèixer mentre treballava a la cafeteria de la presó, Karen, és interpretada per Minnie Driver.

## Col·laboracions
- Patrick Dempsey
- Cher
- Madonna
- Harry Connick Jr.
- Woody Harrelson
- John Cleese
- Geena Davis
- Miguel Ferrer
- Matt Damon
- Andy García
- Elton John
- Jennifer López
- Janet Jackson
- Blythe Danner
- Bobby Cannavale
- Ellen DeGeneres
- Minnie Driver
- Macaulay Culkin
- Britney Spears
- Alec Baldwin
- Jack Black
- Rosie O'Donnell
- Demi Moore
- Sharon stone
- Taye Diggs
- Janeth Jackson
- Hall & Oates
- Luke Perry
- Jeff Goldblum
- Kevin Bacon
- Michael Douglas
- Kristin Davis
- Michael Angarano
- Sara Rue
- Jason Biggs
- Matt Lauer
- Shawn Christian
- Mathew Botuchis

## Premis
- Premis Emmy 2000: Millor sèrie de comèdia
- Premis Emmy 2000: Millor actor de repartiment: Sean Hayes
- Premis Emmy 2000: Millor actriu de repartiment: Megan Mullally.
- Premis Emmy 2001: Millor actor de comèdia: Eric McCormack
- Premis Emmy 2001: Millor direcció artística en una sèrie multicàmera per l'episodi "Lows In The Mid Eighties"
- Premis Emmy 2001: Millor fotografia en una sèrie multicàmera per l'episodi "Sons And Lovers"
- Premis Emmy 2002: Millor fotografia en una sèrie multicàmera per l'episodi "A Chorus Lie"
- Premis Emmy 2002: Millor direcció artística en una sèrie multicàmera per l'episodi "Cheatin' Trouble Blues"
- Premis Emmy 2003: Millor direcció artística en una sèrie multicàmera per l'episodi "24"
- Premis Emmy 2003: Millor fotografia en una sèrie multicàmera per l'episodi "Sex, Losers And Videotape"
- Premis Emmy 2003: Millor actor convidat: Gene Wilder a l'episodi "Mr. Stein"
- Premis Emmy 2003: Millor actriu principal a una sèrie de comèdia: Debra Messing
- Premis Emmy 2005: Millor fotografia a una sèrie multicàmera al capítol ""Friends With Benefits".
- Premis Emmy 2005: Millor actor convidat: Bobby Cannavale al capítol "Vince".
- Premis Emmy 2005: Millor actor convidat: Leslie Jordan.
- Premis Emmy 2005: Mejor actriz de reparto: Megan Mullally.
- GLAAD Media Awards 1999: Millor sèrie de comèdia
- GLAAD Media Awards 2000: Millor sèrie de comèdia
- GLAAD Media Awards 2001: Millor sèrie de comèdia
- GLAAD Media Awards 2002: Millor sèrie de comèdia
- GLAAD Media Awards 2003: Millor sèrie de comèdia
- GLAAD Media Awards 2005: Millor sèrie de comèdia
- GLAAD Media Awards 2006: Millor sèrie de comèdia
- 83 nominacions als Premis Emmy, segona sèrie amb més nominacions després de Friends.
- 27 nominacions als Globus d'Or.

## Crèdits
- David Flebotte - Productor executiu (temporada 7)
- Alex Herschlag - Productor executiu
- David Kohan - Productor executiu
- Jhoni Marchinko - Productor executiu
- Max Mutchnick - Productor executiu
- James Burrows - Productor executiu
- Jeff Greenstein - Productor executiu

## Emissions
- Mèxic - Sony Entertainment Television i Canal 5
- Amèrica Llatina - Sony Entertainment Television
- Àsia - Zee Café
- Austràlia - Seven Network - Arena
- Bèlgica - Kanaal Twee
- Canadà - Global
- Alemanya - Pro 7
- Itàlia - Italia 1 i FOX Life
- Països Baixos - Net5
- Nova Zelanda - TV3
- Espanya - La 2, FOX i Sony Entertainment Television (TDT)
- Regne Unit - LivingTV i Channel 4
- Estats Units - NBC
- Letònia - TV3, TV6
- Noruega - TV Norge